# Stradivarius madrileño
Violín fabricado por el maestro de Cremona Antonio Stradivari en 1720. 
La primera noticia que se tiene de él es formando parte de la colección de instrumentos musicales de los Duques de Osuna. Esta familia lo vendió a Rembert Wurlitzer y fue trasladado a Nueva York. Posteriormente, sin saberse cómo lo obtuvo, lo encontramos en manos de la esposa de Benjamin Franklin. Tras pasar por las manos de un profesor de Harvard, fue adquirido en 1989 por la violinista Rimma Sushanskaya.
La última grabación importante realizada con él fue La Gloria de Cremona, de 1964, en la que fue tocado por Ruggiero Ricci. 
- Datos: Q6134454